# تقنيات المستقبل
 تقنيات المستقبل  مبحث من مباحث علوم المستقبل يشمل التوقع والتفكير الاستباقي وغير ذلك من التقنيات.